# Baron Moncreiff

Wappen der Barone Moncreiff

Baron Moncreiff, of Tulliebole in the County of Kinross, ist ein erblicher britischer Adelstitel in der Peerage of the United Kingdom.

## Verleihung
Der Titel wurde am 9. Januar 1874 für den Juristen Sir James Moncreiff, 1. Baronet geschaffen.
Dieser war bereits am 23. Mai 1871 in der Baronetage of the United Kingdom zum Baronet, of Kilduff in the County of Kinross, erhoben worden. Beim Tod seines älteren Bruders am 3. November 1883 erbte er zudem den Titel 11. Baronet, of Moncreiff in the County of Kinross, der am 22. April 1626 in der Baronetage of Nova Scotia einem seiner Vorfahren verliehen worden war.
Heutiger Titelinhaber ist seit 2002 sein Ur-urenkel Rhoderick Moncreiff als 6. Baron.

## Liste der Barone Moncreiff (1874)
- James Moncreiff, 1. Baron Moncreiff (1811–1895)
- Henry Moncreiff, 2. Baron Moncreiff (1840–1909)
- Robert Moncreiff, 3. Baron Moncreiff (1843–1913)
- James Moncreiff, 4. Baron Moncreiff (1872–1942)
- Harry Moncreiff, 5. Baron Moncreiff (1915–2002)
- Rhoderick Moncreiff, 6. Baron Moncreiff (* 1954)

Titelerbe (Heir apparent) ist der Sohn des aktuellen Titelinhabers, Harry Moncreiff (* 1986).